# Lufiaserien
Lufiaserien (Estpolis Denki (エストポリス伝記?)) är en dator- och TV-spelsserie bestående av rollspel. Serien har funnits sedan 1993.

## Spel

### Huvudserien
| Titel                            | Släppår |
| -------------------------------- | ------- |
| Lufia & the Fortress of Doom     | 1993    |
| Lufia II: Rise of the Sinistrals | 1995    |
| Lufia: The Legend Returns        | 2001    |
| Lufia: The Ruins of Lore         | 2002    |
| Estpolis Denki DX                | ?       |
| Lufia: Curse of the Sinistrals   | 2010    |

### Fotnoter
1. ↑  ”Lufia / Estopolis series” (på engelska). Mobygames. http://www.mobygames.com/game-group/lufia-estopolis-series. Läst 21 april 2015.